# مجمع اللغة العربية الأردني
مجمع اللغة العربية الأردني مؤسسة أردنية مقرها مدينة عمّان- شارع الملكة رانيا العبد الله. تهتم بشؤون اللغة العربية محافظةً وتطويرًا وتشجيعًا في مجالات مُختلفة من الفنون والآداب والعلوم. تأسس المجمع بإرادة ملكية في 1 يوليو 1976 م وبدأ بمزاولة أعماله بصورة رسمية في 1 نوفمبر من العام نفسه. وفي 1977م انضم إلى اتحاد المجامع اللغوية العلمية العربية.

## تأسيس المجمع
بدأت فكرة إنشاء مجمع للغة العربية في الأردن منذ السنوات الأولى من تأسيس «إمارة شرقي الأردن» في العقد الثالث من القرن العشرين، حيث أصدر الأمير عبد الله بن الحسين، مؤسس المملكة الأردنية الهاشمية، إرادته بتأسيس مجمع علمي في عمان. ونُشر في الجريدة الرسمية لحكومة شرقي الأردن في 23 تموز سنة 1923ما نصه:

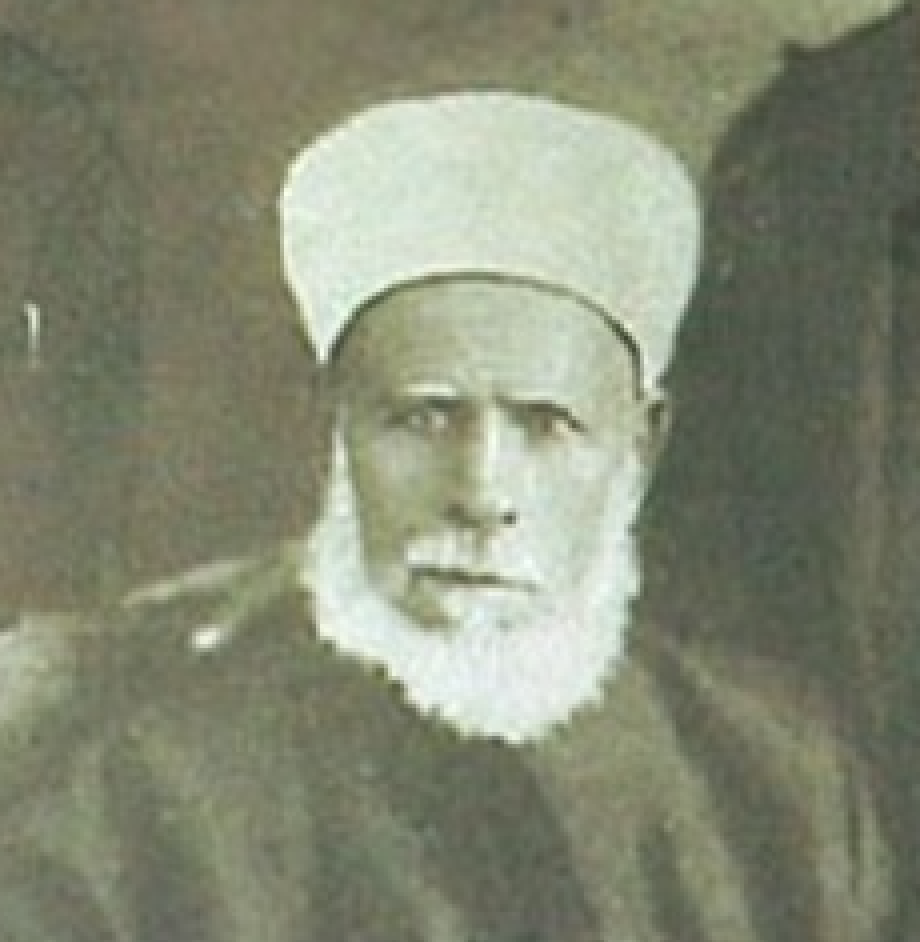
سعيد الكرمي، مؤسس المجمع عام 1923 وأول رئيس له.

وقد كان المجمع الأردني ثاني مجمع للغة العربية يؤسس في الوطن العربي، بعد المجمع العلمي العربي بدمشق الذي تأسس سنة 1919م. ولكن لم يقدر لمجمع عمان الحياة لقلة الموارد المالية والعلمية والبشرية في ذلك الوقت. في سنة 1961م أنشئت في وزارة التربية والتعليم بعمان اللجنة الأردنية للتعريب والترجمة والنشر، استجابة لإحدى توصيات مؤتمر التعريب الأول الذي عقد في الرباط في شهر نيسان من ذلك العام. وصدرت عن تلك اللجنة فكرة تأسيس المجمع. وبدأت الاستجابة الأولى لهذه الفكرة في أوائل سنة 1973م، إذ وافق مجلس الوزراء على إرسال ثلاثة وفود من أعضاء لجنة التعريب والترجمة والنشر، لزيارة مجامع اللغة العربية في دمشق والقاهرة وبغداد، للتعارف ولدراسة أعمال هذه المجامع وأنظمتها وأساليب العمل فيها، والاطلاع على أجهزتها العاملة، وحضور جلسة عمل في كل منها، ومعرفة آراء أعضائها النابعة من تجاربهم الشخصية فيها. وفي أواخر سنة 1973م، وافق مجلس الوزراء من حيث المبدأ على طلب وزير التربية والتعليم تأسيس المجمع. غير أن اللجنة الأردنية للتعريب والترجمة والنشر استمرت في ممارسة أعمالها حتى صدرت الإرادة الملكية بتأسيس مجمع اللغة العربية الأردني. ونشر نص قانون المجمع المؤقت رقم (40) لسنة 1976 م في عدد الجريدة الرسمية ذي الرقم (2634) الصادر في 1/7/1976م، ونظمت مواد القانون الخطوات الأولى الأساسية للمجمع، وبموجبها قام وزير التربية والتعليم بتنسيب خمسة أشخاص لتعيينهم أعضاء عاملين في المجمع، وهم:
عبد الكريم خليفة؛
ومحمود السمرة؛
وسعيد التل؛ والدكتور محمود إبراهيم؛ وعيسى الناعوري.
وصدرت الإرادة الملكية بذلك، فكان هؤلاء الأعضاء الخمسة هم نواة مجلس المجمع وأعضاء المكتب التنفيذي.

## أهداف المجمع
يهدف المجمع إلى تحقيق مجموعة من الأهداف منها:	‌الحفاظ على سلامة اللغة العربية والعمل على أن تواكب متطلبات الآداب والعلوم والفنون الحديثة والنهوض باللغة العربية لمواكبة متطلبات مجتمع المعرفة	ووضع معاجم مصطلحات العلوم والآداب والفنون والسعي إلى توحيد المصطلحات بالتعاون مع المؤسسات التربوية والعلمية واللغوية والثقافية داخل المملكة وخارجها وإحياء التراث العـربي والإسلامي كما يسعى المجمع إلى التعاون بين مختلف المؤسسات التربوية داخل المملكة وخارجها من أجل توحيد مصطلحات اللغة.

## إدارة المجمع
- مجلس المجمع: يتكون من الأعضاء العاملين[3] في المجمع وصلاحياته محددة في قانون المجمع.[4]

- المكتب التنفيذي: يرأسه رئيس المجمع ويتألف أعضاؤه من نائب الرئيس إضافة إلى ثلاثة أعضاء ينتخبهم مجلس المجمع وله صلاحيات مفصلة في كتيب قانون المجمع.
- رئيس المجمع: ترأس المجمع منذ تأسيسه الدكتور عبد الكريم خليفة حتى عام 2015، من مواليد السلط 1924، أستاذ الأدب العربي ورئيس الجامعة الأردنية السابق، له في المكتبة العربية عشرات الكتب في اللغة وآدابها. ثم الدكتور خالد الكركي حتى الآن، من مواليد قرية العدنانية- الكرك عام 1946، كاتب وأديب وشاعر وسياسي أردني، عمل مستشاراً سياسياً لجلالة الملك الحسين بن طلال ووزيراً للثقافة والشباب والإعلام والتعليم العالي في عدة حكومات، كما عمل رئيساً للديوان الملكي الهاشمي، ورئيساً للجامعة الأردنية، وعضواً في مجلس الأعيان الأردني.[5]

- نائب الرئيس: تعاقب على هذا المنصب منذ تأسيس المجمع مجموعة من النواب: الدكتور محمود السمرة في المدة: (1977-2008)، ثم الدكتور خالد الكركي في المدة: (2008-2011)، ثم الدكتور محمد عدنان البخيت في المدة: (2011-2014)، ثم الدكتور محمد حمدان في المدة: (2014-2020)، ثم الدكتور محمد عدنان البخيت منذ 2021 حتى الآن.
- الأمين العام: تعاقب على هذا المنصب منذ تأسيس المجمع مجموعة من الأمناء العامين: الأستاذ عيسى الناعوري، في المدة (1976-1985) ثم الدكتور عبد اللطيف عربيات في المدة (1986-1989)، ثم الدكتور عبد الحميد الفلاح في المدة (1989-2012)[6]، ويشغله الآن الدكتور محمد السعودي منذ عام 2015 وحتى الآن.[7]

### رؤساء المجمع
- د. عبد الكريم خليفة (1976-2015).[8]
- د. خالد عبد العزيز الكركي (2015- 2023).
- د. محمد عدنان البخيت (2023- إلى الآن).

### الأمين العام
- الأستاذ عيسى الناعوري (1976-1985).[9]
- د. عبد اللطيف عربيات (1986-1989).
- د. عبد الحميد الفلاح (1989-2012).
- د. محمد سليمان السعودي (2015)- 2023).

## أعضاء المجمع
يضم المجمعُ أعضاءً عاملين، وأعضاءَ شرف، وأعضاءً مؤازرين.

## لجان المجمع
يضم المجمع شكلين من اللجان: لجاناً دائمة، ولجاناً مؤقتة.

## قانون حماية اللغة العربية
صدر قانون حماية اللغة العربية سنة 2015 ويتكون من 18 مادة، ويهدف هذا القانون إلى إلزام الوزارات والدوائر الحكومية والمؤسسات الرسمية العامة والمؤسسات العامة والخاصة والبلديات والنقابات والجمعيات والنوادي والأحزاب ومنظمات المجتمع المدني والشركات باستخدام اللغة العربية في المراسلات والقيود والمنشورات والاتفاقيات والكتب والمنشورات الصادرة عنها.
كما ركز هذا القانون على أهمية إعداد المعلمين وتدريبهم والارتقاء بمستواهم الأكاديمي، حيث جاء في المادة العاشرة من القانون ما نصه « لا يعين معلم في التعليم العام أو عضو هيئة تدريس في التعليم العالي أو مذيع أو معد أو محرر في أي مؤسسة إعلامية إلا إذا اجتاز امتحان الكفاية في اللغة العربية.»

## امتحان الكفاية في اللغة العربية
امتحانٌ يعقده مجمع اللغة العربية الأردني بناءً على قانون حماية اللغة العربية، للوقوف على المستوى المتحقق للمتقدِّم له في مهارات اللغة العربية وكفاياتها، وهي المهارات المهمة الواجب امتلاكها لمن يريد الالتحاق بالوظائف في القطاع العام، الذي يتطلب العمل فيه امتلاكَ العاملين قدراً من الكفاية في استخدام اللغة العربية، مثل الوظائف التعليمية، سواء أكانت في مؤسسات التعليم العام أم مؤسسات التعليم العالي، أم الوظائف في قطاع الإعلام المرئي والمسموع (مثل المذيعين والمحررين) وغيرها.

## منشورات المجمع
للمجمع منشورات متنوعة، منها دورية: مجلة مجمع اللغة العربية الأردني، وإطلالة مجمعية، والموسم الثقاقي، والمؤتمر السنوي، ومجلة البيان العربي/ وأخرى في مجالات متعددة منها: معرفة محنة الكحالين في مجال تحقيق التراث، ومعجم ألفاظ الحياة العامة في مجال صناعة المعاجم، ولسان العرب الاقتصادي في مجال تعريب المصطلحات.، ومجلة علمية وأخرى ثقافية، وغيرها.

## المؤتمرات والمواسم الثقافية
يعقد المجمع كل عام مؤتمراً سنوياً وموسماً ثقافياً تناقش فيهما قضايا تتصل بالعربية، وتنشر بحوثهما في كتابين مستقلين.

## جوائز وتكريمات

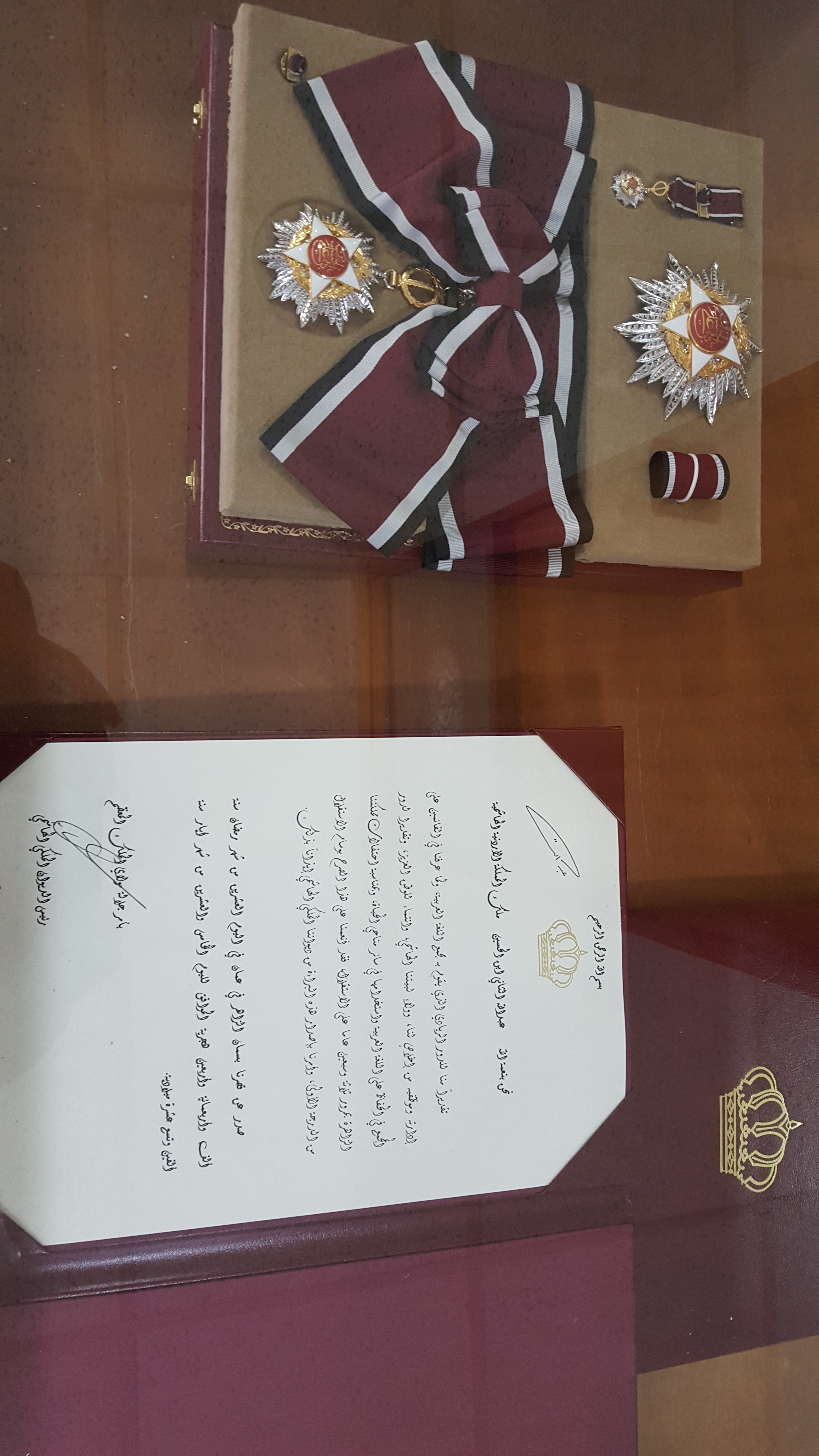
وسام الاستقلال من الدرجة الأولى

نال المجمع خلال مسيرته العديد من الجوائز المحلّيّة والدّوليّة، وهي:
- وسام الاستقلال من الدرجة الأولى عام 2019.[24]
- جائزة محمد بن راشد للغة العربية في محور السياسة اللغوية والتخطيط والتعريب عن فئة أفضل مبادرة في السياسة اللغوية والتخطيط، المتمثلة في قانون حماية اللغة العربية عام 2018.[25]
- جائزة الملك فيصل العالمية للغة العربية عام 2017 [26][27]
- منحة صندوق الأوبك للتنمية الدولية عام 2018[28]
- جائزة مونديال القاهرة عن أفضل عمل إذاعي فازت به إذاعة المجمع عام 2018.[29]
- جائزة مجمع الملك سلمان العالمي للغة العربية (فرع نشر الوعي اللغوي وإبداع المبادرات المجتمعية اللغوية) عام 2023م.[30]

## مسابقات المجمع الثقافية
يطلق المجمع مسابقات سنوية محلّيّة ودوليّة -دعمًا للعربيّة وترسيخها في نفوس أبنائها- في فنّ الخطّ العربيّ، والتّأليف والتّرجمة، وكتابة التقرير والتّحقيق الصّحفيّ، والمبادرات اللغوية، إضافةً إلى مسابقات للأطفال في فن كتابة (القصة والمقالة والخاطرة والمقامة والرّسالة) والمطالعة والرّسم والخطّ العربي؛ وذلك كلّه ضمن شروط وضوابط معيّنة.

## إذاعة مجمع اللغة العربية الأردني
للمجمع إذاعةٌ تردُّدها (102.9)، انطلقت عام 2018 تبثّ برامجها باللغة العربية السليمة، بهدف تنمية الذّائقة اللغويّة، والحفاظ على سلامة اللغة العربية وتعميم استخدامها في سائر مناحي الحياة، وإحياء التراث.